# Prostitution en Arménie
La prostitution en Arménie est illégale en vertu du droit administratif (article 179.1). Les activités connexes telles que la gestion d'un bordel et le proxénétisme sont interdites par le Code criminel,, bien qu'il y ait des bordels connus dans la capitale, Erevan et à Gyumri. Selon l'UNESCO, depuis l'effondrement de l'Union soviétique en 1991, la prostitution dans le pays s'est développée. Il y a environ 5 600 femmes impliquées dans la prostitution en Arménie et environ 1 500 d'entre elles se trouvent à Erevan. Cependant, les chiffres officiels de la police sont bien inférieurs, par exemple 240 en 2012. La police et d’autres forces de sécurité toléreraient la prostitution. De nombreuses femmes se tournent vers la prostitution en raison du chômage.
La prostitution enfantine est un problème dans le pays mais cela est nié par les autorités. Le trafic sexuel est également un problème.

## Histoire
Au début du 20e siècle, la prostitution en Arménie était légale et réglementée. Le principal objectif du règlement était de lutter contre les infections sexuellement transmissibles.
Les bordels peuvent être ouverts par des femmes de plus de 35 ans. Le bordel ne pouvait pas être à moins de 150 sazhens (320 mètres) des églises, écoles et autres lieux publics. La propriétaire doit habiter sur les lieux et ne pas se prostituer. Elle pouvait prendre un maximum de 3/4 des revenus des prostituées.
Ancien bordel de la rue Teryan, Erevan se distingue toujours par ses femmes nues sculptées sur la façade.
Pendant la majorité de la période soviétique, la prostitution n'existait pas officiellement. Les prostituées ont été envoyées pour être «rééduquées» dans les camps de travail. En 1987, le Code administratif a inclus l'interdiction de la prostitution.

## Appels à la légalisation
Le chef du Centre scientifique et médical de dermatologie et maladies infectieuses, le médecin-dermatologue Samvel Hovhannisyan, a déclaré en juin 2015 : « La légalisation de la prostitution en Arménie peut entraîner une réduction du taux de maladies sexuellement transmissibles de 60% ». Il a ajouté que « l'ancienne profession » doit être strictement contrôlée par le pays.
En 2016, le président du bureau Vanadzor de l'Assemblée des citoyens d'Helsinki, Artur Sakunts, a appelé à la légalisation et à la réglementation de la prostitution. Il a déclaré que les impôts payés par les travailleuses du sexe bénéficieraient au pays et que «les services sexuels rémunérés ne devraient pas être considérés comme un acte punissable; ils ne devraient pas être poursuivis pour ne jamais être gérables aux mains de groupes criminels organisés qui pourraient faire [des travailleurs du sexe] des victimes de la traite interne ».
À l'approche des élections législatives arméniennes de 2017, l'ancien Premier ministre, Hrant Bagratian, du parti des démocrates libres, a déclaré que la prostitution devrait être légalisée et autorisée, et que l'imposition de leurs services serait positive pour le budget de l'État.

## Trafic sexuel
Les trafiquants d'êtres humains exploitent les victimes nationales et étrangères en Arménie, et les trafiquants exploitent les victimes d'Arménie à l'étranger. Des femmes et des enfants arméniens sont victimes de trafic sexuel aux Émirats arabes unis et en Turquie. Les femmes et les enfants arméniens sont également victimes de trafic sexuel dans le pays. Les femmes russes travaillant comme danseuses dans les boîtes de nuit sont vulnérables au trafic sexuel.
Le Bureau de surveillance et de lutte contre la traite des personnes du département d'État des États-Unis classe l'Arménie comme un pays de « niveau 2 ».